# 索科利夫 (特諾皮爾區)
49°18′32″N 25°22′54″E / 49.30889°N 25.38167°E
索科利夫（羅馬化：Sokoliv）是烏克蘭的村落，位於該國西部捷爾諾波爾州，由捷尔诺波尔区負責管轄，始建於1487年，面積2.88平方公里，海拔高度335米，2001年人口532，人口密度每平方公里184.7人。